# Agneta Swidén
Agneta Swidén, född 8 januari 1926 i Köpenhamn, död 6 februari 2014 i Askersund, var en svensk teckningslärare, målare, tecknare och grafiker. Vid sidan av konstnärskapet arbetade hon som lärare i måleri på högstadieskolor och konstkurser.
Hon växte upp med sina fosterföräldrar landsfiskalen David Wiktorinus Swidén och Kaja Henriette Nielsen och var under en period gift med Veli Paavo Kerovaara. Swidén studerade för Nils Wedel vid Slöjdföreningens skola i Göteborg 1944–1946 och vid Stockholms konstskola 1953–1955 där hon avslutningsåret fick ett stipendium från Den Nordiska första S:t Johannis Logens Jubelfond och for till Wien och studerade
för Karl Pehatschek. Hon tog där intryck av målaren Pieter Brueghel. Senare vidareutbildade hon sig genom en kurs i ikonmålning. 
Hon har genomfört ett flertal separatutställningar bland annat på Galleriet S:t Nikolaus i Stockholm, Nutida Konst i Uppsala, Gummesons konsthall i Stockholm, Anderssons Konsthandel i Skövde, Galleri Vättern i Askersund och på Strandgalleriet i Stockholm i Stocksund och Uppsala samt regelbundet i Askersund från 1951. Tillsammans med Walter Frylestam ställde hon ut i Hofors 1956 och hon har dessutom medverkat i samlingsutställningarna Askersunds stads Sommarsalong, Gummessons Vårsalong i Stockholm, Föreningen Svenska Konstnärinnor, De Unga i Stockholm, Galleri Helland i Stockholm, Bonden i Konsten på Liljevalchs i Stockholm och Eura i Finland.
Bland hennes offentliga verk finns väggmålningarna Årstiderna på Vårdcentralen Askersund 1990 och Sommarkransen på Norra Vätterns hembygdspark 2001 båda utförda i tempera dekorativa målningar på Odéonteatern i Stockholm och Folkets hus i Askersund. Som illustratör utformade hon affischer åt Turistföreningen i Örebro län, diverse kort och trycksaker för Svenska Röda Korset, Tiveden och Göta Kanals samarbetsnämnd och omslaget till årsredovisningen 1980 för Första Sparbanken i Stockholm samt illustrationerna till Lillemor Dahlins ungdomsbok Familjen på Cirkuskullen 1952 och i ett flertal veckotidningar. Hennes motivval är blommor och landskap utförda i äggoljetempera, gouache och akvarell.
Hon är representerad på Moderna museet i Stockholm, Sjukhusroteln i Stockholm, Askersunds Rådhus, Skövde Polishus, Statens konstråd, Örebro läns landsting, Sveriges allmänna konstförening, Vårdcentralen i Askersund och på Scandia i Stockholm.
År 2013 medverkade hon filmen i Idyllien 3 om Askersund.
Under sommaren 2015 genomfördes en minnesutställning över Swidéns konst på Askersunds hembygdsgård, samtidigt visas delar av hennes produktion upp på Konsthallen i Askersund.